# Wendenabteilung
Die Wendenabteilung war eine von 1920 bis in den Zweiten Weltkrieg hinein bestehende Behördenstelle in Bautzen. Ihre Aufgabe bestand in der Überwachung der kulturellen und politischen Aktivitäten der Sorben, die damals auf Deutsch als Wenden bezeichnet wurden. Da die Aufgaben der Wendenabteilung mit den in der Weimarer Reichsverfassung garantierten Freiheitsrechten der Staatsbürger nicht vereinbar waren, wurde die Existenz der Behördenstelle weitgehend geheim gehalten.

## Geschichte
Zur Gründung hatten sich 1920 „an der Wendenproblematik interessierte Landes- und Regionalbehörden“ (Aussage des Gründungsprotokolls) aber auch nationalistische Vereinigungen (z. B. der Deutsche Schutzbund) zusammengefunden. Von staatlicher Seite waren die Regierungen Preußens und Sachsens sowie einige preußische Kreise und sächsische Amtshauptmannschaften im Siedlungsgebiet der Sorben beteiligt. Als Sitz der Wendenabteilung wurden die Amtsräume der Amtshauptmannschaft Bautzen gewählt, weil die Hauptstadt der Oberlausitz das kulturelle und politische Zentrum der Sorben war. 
Die beteiligten Beamten waren der Meinung, dass vor allem die politischen Aktivitäten der Sorben reichsfeindliche Ziele verfolgten und deshalb zu überwachen und nach Möglichkeit auch zu unterbinden seien. Im Wesentlichen beschränkte sich die Arbeit der Wendenabteilung auf das Sammeln von Informationen, die zum Teil durch Spitzel, zum Teil durch Übersetzungen sorbischer Publikationen gewonnen wurden. Es erfolgte dann die Weiterleitung an Ministerien und Regionalverwaltungen, die sie für ihr Tagesgeschäft nutzten, etwa wenn es darum ging, über die Genehmigung sorbischer Veranstaltungen zu befinden.
Nach der „Machtergreifung“ der Nationalsozialisten wurde die Wendenabteilung in gewohnter Weise weitergeführt. Ihre Arbeit trug infolge entscheidend zur immer schärferen Unterdrückung der Sorben bei, die zunächst als „fremdvölkische Minderheit“ und später als ursprünglich „deutscher Volksstamm“ angesehen wurden. Schließlich wurde 1937 beinahe sämtlichen sorbischen Organisationen die Tätigkeit verboten; ab 1939 durften keine Veröffentlichungen in sorbischer Sprache mehr erfolgen. Basierend auf den Informationen der Wendenabteilung wurden ebenfalls ab 1939 besonders aktive sorbische Lehrer und Pfarrer aus der Lausitz in deutschsprachige Gegenden zwangsversetzt. 
Das Ende der Wendenabteilung kam spätestens 1945; Aktivitäten dieser Behördenstelle sind anhand von Archivmaterialien bis 1943 nachzuweisen.